# Wilhelm Reischenbeck
Wilhelm Reischenbeck (* 23. Juni 1902 in München; † 13. November 1962 in Fürstenfeldbruck) war ein deutscher SS-Obersturmführer, der wegen NS-Gewaltverbrechen im Zusammenhang mit Konzentrationslagern zu einer zehnjährigen Haftstrafe verurteilt wurde.

## Frühe Jahre
Reischenbeck schloss sich nach dem Ersten Weltkrieg einem Freikorps an. Er trat 1922 der SA bei und nahm im November 1923 in München am Hitlerputsch teil, wofür er zur Zeit des Nationalsozialismus den sogenannten Blutorden erhielt. Seinen Lebensunterhalt bestritt er als Hilfsarbeiter. Ende der 1920er Jahre wechselte er von der SA zur SS (SS-Nummer 3.926) und trat zum 1. November 1930 der NSDAP bei (Mitgliedsnummer 348.953). Kurz nach der Machtübergabe an die Nationalsozialisten raubte er im April 1933 gemeinsam mit weiteren SS-Männern unter Einsatz von Waffen in München und dem Stadtumland Juden in ihren Wohnungen aus. An den Raubzügen war auch sein Bruder Ewald beteiligt.

## Zweiter Weltkrieg
Ab 1939 verrichtete er Dienst bei den Wachmannschaften des KZ Dachau und des KZ Mauthausen. Ab Mai 1940 war er im Ansiedlungsstab Litzmannstadt mit der Umsiedlung von Polen aus dem Warthegau beschäftigt und gehörte ab Oktober 1941 der Kurierstelle im Führerhauptquartier Wolfsschanze an. Er wurde im November 1943 zum SS-Obersturmführer der Waffen-SS befördert, seinem höchsten erreichten SS-Rang. Im August 1944 wurde er in das KZ Auschwitz versetzt, wo er Führer zweier Wachkompanien wurde. Während der Lagerevakuierung leitete er am 19. Januar 1945 den letzten großen „Todesmarsch“ mit mehr als 3.900 Häftlingen aus dem KZ Auschwitz. Die Häftlingskolonne wurde zunächst nach Loslau getrieben, und wer wegen Entkräftung oder Krankheit das Marschtempo nicht halten konnte, wurde von den begleitenden SS-Männern erschossen. Im späteren Urteil gegen Reischenbeck wurde auf die grausamen Umstände dieses Marsches Bezug genommen: „Das Schuhwerk (der Häftlinge) bestand teilweise aus Holz mit aufgenähtem Segeltuch, nur wenige trugen Lederschuhe. Als Marschverpflegung hatten sie Brotwecken, Fleischkonserven und Margarine erhalten. Die Temperatur betrug unter minus 15 Grad; es lag eine geschlossene Schneedecke. Der körperliche Zustand der Häftlinge war zum Teil schon beim Abmarsch sehr schlecht. Die Strapazen des Marsches – vereiste Wege, schlechtes Schuhwerk, große Kälte – führten dazu, daß sich schon am ersten Tag mehrere Häftlinge nicht mehr weiterschleppen konnten“. In Loslau wurden die überlebenden Häftlinge in Bahnwaggons gepfercht und in das KZ Mauthausen verbracht. Bei Kriegsende leitete Reischenbeck im April 1945 einen Häftlingstransport vom Außenlager Melk zum Außenlager Ebensee, bei dem er ebenfalls die Erschießung von Häftlingen befahl.

## Nachkriegszeit und Prozess
Nach Kriegsende befand sich Reischenbeck in alliierter Internierung. Vor seinem geplanten Spruchkammerverfahren konnte er 1948 aus dem Internierungslager Darmstadt entweichen. Anschließend lebte er unter den Falschnamen Wilhelm Lang sowie Wilhelm Bachmann und verdingte sich wieder als Hilfsarbeiter. Diese Tarnung hielt er bis 1950 aufrecht. Vor dem Landgericht München wurde 1954 wegen der Raubüberfälle auf Juden im April 1933 gegen ihn und weitere Tatbeteiligte verhandelt. Reischenbeck wurde aufgrund von „Freiheitsberaubung, Amtsanmaßung und Sachhehlerei“ zu einer achtmonatigen Haftstrafe verurteilt, die zur Bewährung ausgesetzt wurde. Sein Bruder erhielt eine Zuchthausstrafe von zwei Jahren und acht Monaten. Die anderen Beschuldigten wurden aus Beweismangel freigesprochen. Durch den ehemaligen Auschwitzhäftling Adolf Rögner, der auch den Anstoß zum ersten Frankfurter Auschwitzprozess gab, wurde Reischenbeck schließlich wegen der Morde während der Räumung des KZ Auschwitz im Januar 1955 in München angezeigt. Während des Ermittlungsverfahrens wurden Überlebende des Evakuierungsmarsches befragt. Reischenbeck selbst berief sich auf Befehlsnotstand, da der letzte Lagerkommandant des KZ Auschwitz Richard Baer ihm den Befehl zur Erschießung marschunfähiger Häftlinge erteilt habe. Wegen der Endphaseverbrechen im KZ Auschwitz und dem KZ Mauthausen musste er sich im Mai 1958 vor dem Schwurgericht am Landgericht München I verantworten. Konkret war er des Mordes beziehungsweise Mordversuchs in vier Fällen beschuldigt: Aufgrund der „Anordnung der Erschießung von mindestens 40 Häftlingen in Pless und Königsdorf, von elf Häftlingen am Bahnhof Loslau, von 25 marschunfähigen Häftlingen in Gmunden sowie wegen der Selektion von 50 Häftlingen in Ebensee, die exekutiert werden sollten, wobei unsicher war, ob diese Exekution tatsächlich durchgeführt worden war“. Infolge der Beweislage eröffnete das Gericht nur bezüglich der Tatkomplexe Pless/Königsdorf und Gmunden ein Hauptverfahren gegen Reischenbeck. Weil das Gericht eigenhändige Erschießungen von Reischenbeck trotz einer entsprechenden Zeugenaussage nicht als bewiesen ansah, wurde er am 22. Oktober 1958 als Befehlsempfänger nur wegen der Befehlsweitergabe und Duldung der Erschießungen marschunfähiger Häftlinge zu einer zehnjährigen Zuchthausstrafe wegen mehrfacher Beihilfe zum Totschlag verurteilt. Im Urteil stellte das Gericht fest, dass Reischenbeck „nicht die Spur eines Erbarmens erkennen ließ“. Dennoch folgte das Gericht nicht dem Antrag der Staatsanwaltschaft, Reischenbeck wegen Mordes zu lebenslanger Haft zu verurteilen. Das milde Urteil rief bei Auschwitzüberlebenden und Opferverbänden Unverständnis und Empörung hervor. Am 19. Oktober 1962 wurde seine Haft wegen einer Erkrankung unterbrochen.